# Нижнекиварское (сельское поселение)
Нижнекиварское — упразднённое муниципальное образование со статусом сельского поселения в Шарканском районе Удмуртии Российской Федерации.
Административный центр — деревня Нижние Кивары.
Законом Удмуртской Республики от 28 апреля 2021 года № 36-РЗ упразднено в связи с преобразованием Шарканского района в муниципальный округ.
Глава муниципального образования "Нижнекиварское" -  Леконцева Надежда Сергеевна. 

## История
Статус и границы сельского поселения установлены Законом Удмуртской Республики от 13 апреля 2005 года № 11-РЗ «Об установлении границ муниципальных образований и наделении соответствующим статусом муниципальных образований на территории Шарканского района Удмуртской Республики».

## Население
| 2010 | 2012 | 2013 | 2014 | 2015 | 2016 | 2017 |
| ---- | ---- | ---- | ---- | ---- | ---- | ---- |
| 547  | →547 | ↘545 | →545 | ↘534 | ↘525 | ↘515 |
| 2018 | 2019 | 2020 |      |      |      |      |
| ↘505 | ↘476 | ↘472 |      |      |      |      |

## Состав сельского поселения
| № | Населённый пункт | Тип населённого пункта          | Население |
| - | ---------------- | ------------------------------- | --------- |
| 1 | Верхние Кивары   | деревня                         | ↘236      |
| 2 | Нижние Кивары    | деревня, административный центр | →281      |
| 3 | Пустополье       | деревня                         | →30       |